# Abraham Willaerts

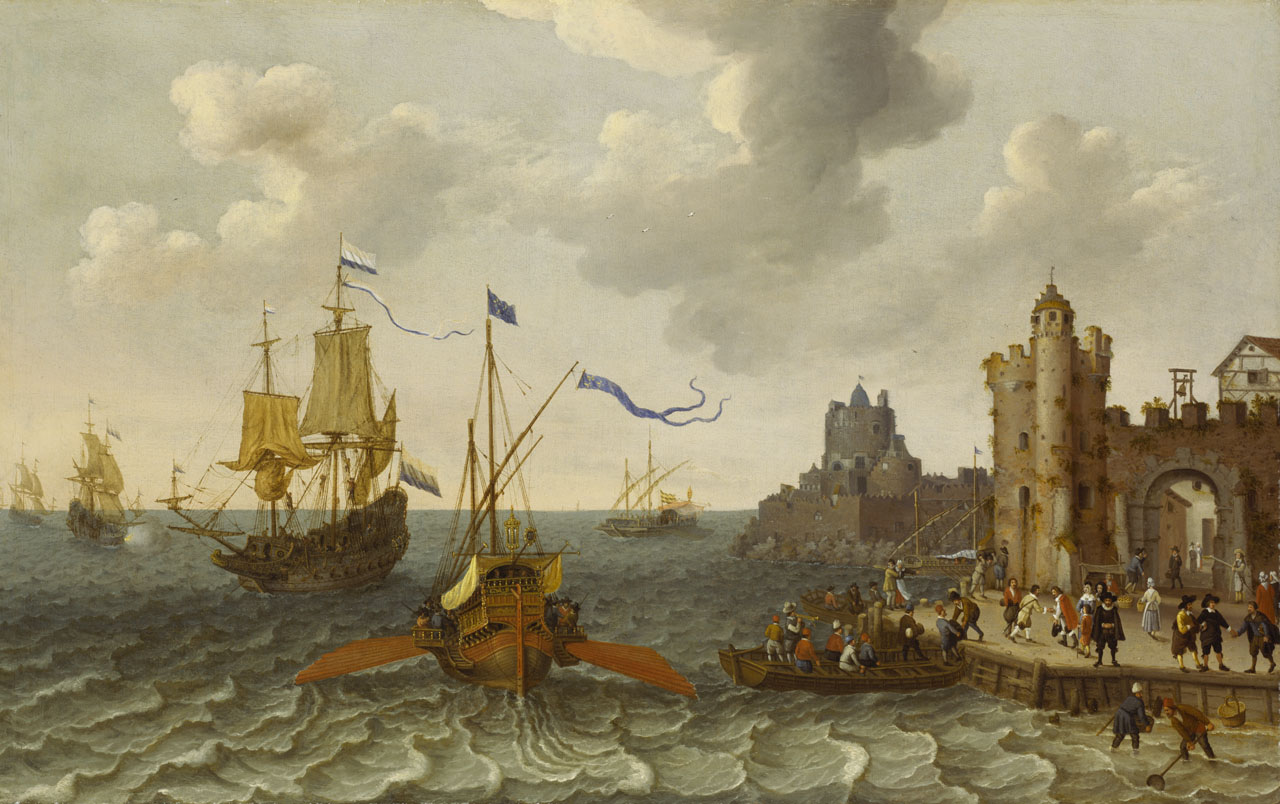
Een Franse galei en een Hollands vlaggenschip voor een haven. Greenwich, National Maritime Museum.

Abraham Willaerts (Utrecht, tussen ca. 1603 en ca. 1613 – aldaar, 18 oktober 1669) was een Nederlands schilder en tekenaar behorend tot de Utrechtse School.
Hij was de tweede zoon van de schilder Adam Willaerts en broer van Cornelis Adamsz. Willaerts en Isaac Willaerts. Hij werd aanvankelijk door zijn vader opgeleid, werd in 1624 vermeld als leerling in het Utrechtse Sint-Lucasgilde en werkte tevens in het atelier van de Utrechtse schilder Jan van Bijlert. Later werkte hij in het atelier van Simon Vouet in Parijs. In september 1635 wordt hij weer vermeld in Utrecht. Van juni 1638 tot 1644 was hij actief in Nederlands-Brazilië in dienst van de gouverneur van die kolonie, Johan Maurits van Nassau-Siegen. In 1644 verbleef hij in Amersfoort in het gezelschap van Jacob van Campen en in 1659-1660 bezocht hij Rome. In 1661 keerde hij terug naar Utrecht, waar hij tot zijn dood woonde.
Van Willaerts zijn onder meer genrestukken, historiestukken, marines, portretten en landschappen bekend.
- Biografisch Portaal: 40227572
- Digitale Bibliotheek voor de Nederlandse Letteren: will088
- Gemeinsame Normdatei: 123590272
- International Standard Name Identifier: 0000 0000 8266 2454
- KulturNav: 14d3f66f-8d49-4444-88d3-0719f20cbd92
- Library of Congress Control Number: no2015129204
- RKD-Nederlands Instituut voor Kunstgeschiedenis: 84576
- Union List of Artist Names: 500022103
- Virtual International Authority File: 199144782958928571776
- WorldCat: E39PCjyDgRYBgdd8t9rDdjvgVd